# جزیره پناهگاه (نیویورک)
شلتر آیلند یک شهر جزیره ای در شهرستان سافولک، نیویورک، ایالات متحده آمریکا، در نزدیکی انتهای شرقی لانگ آیلند است. جمعیت در سرشماری سال ۲۰۲۰ ایالات متحده ۳۲۵۳ نفر بوده‌است.

## جغرافیا
جزیره پناهگاه بین دو شاخه شمالی و جنوبی لانگ آیلند قرار گرفته‌است. از سه طرف توسط صدای جزیره پناهگاه و از طرف چهارم توسط خلیج گاردینز احاطه شده‌است. می‌توان از طریق کشتی از گرین پورت به شمال (یک سفر تقریباً هشت دقیقه ای) یا از نورث هاون به جنوب (یک سفر تقریباً پنج دقیقه) به آن رسید. دو گذرگاه کشتی از طریق مسیر ۱۱۴ ایالت نیویورک که از جزیره عبور می‌کند به هم متصل می‌شوند.
جزیره پناهگاه حدود ۸٬۰۰۰ جریب فرنگی (۳۲ کیلومتر مربع) در اندازه. بخش‌های وسیع تالاب‌های حفاظت‌شده، یک باتلاق حفاظت‌شده طبیعی هستند. نزدیک به یک سوم جزیره متعلق به سازمان حفاظت از طبیعت است تا در حالت وحشی حفظ شود. منطقه حفاظت شده دارای چهار مسیر طبیعت گردی و تماشای پرندگان است که طول آنها از ۱٫۵ مایل (۲٫۴ کیلومتر) متغیر است. تا ۱۱ مایل (۱۸ کیلومتر)، و همچنین یک مسیر بریل بدون مانع برای افراد کم بینا.
طبق آمار اداره سرشماری ایالات متحده، جزیره پناهگاه دارای مساحت کل ۲۸٫۷ مایل مربع (۷۴ کیلومتر مربع) است. که ۱۲٫۲ مایل مربع (۳۲ کیلومتر مربع) زمین و ۱۶٫۵ مایل مربع (۴۳ کیلومتر مربع) (57.49%) آب است.

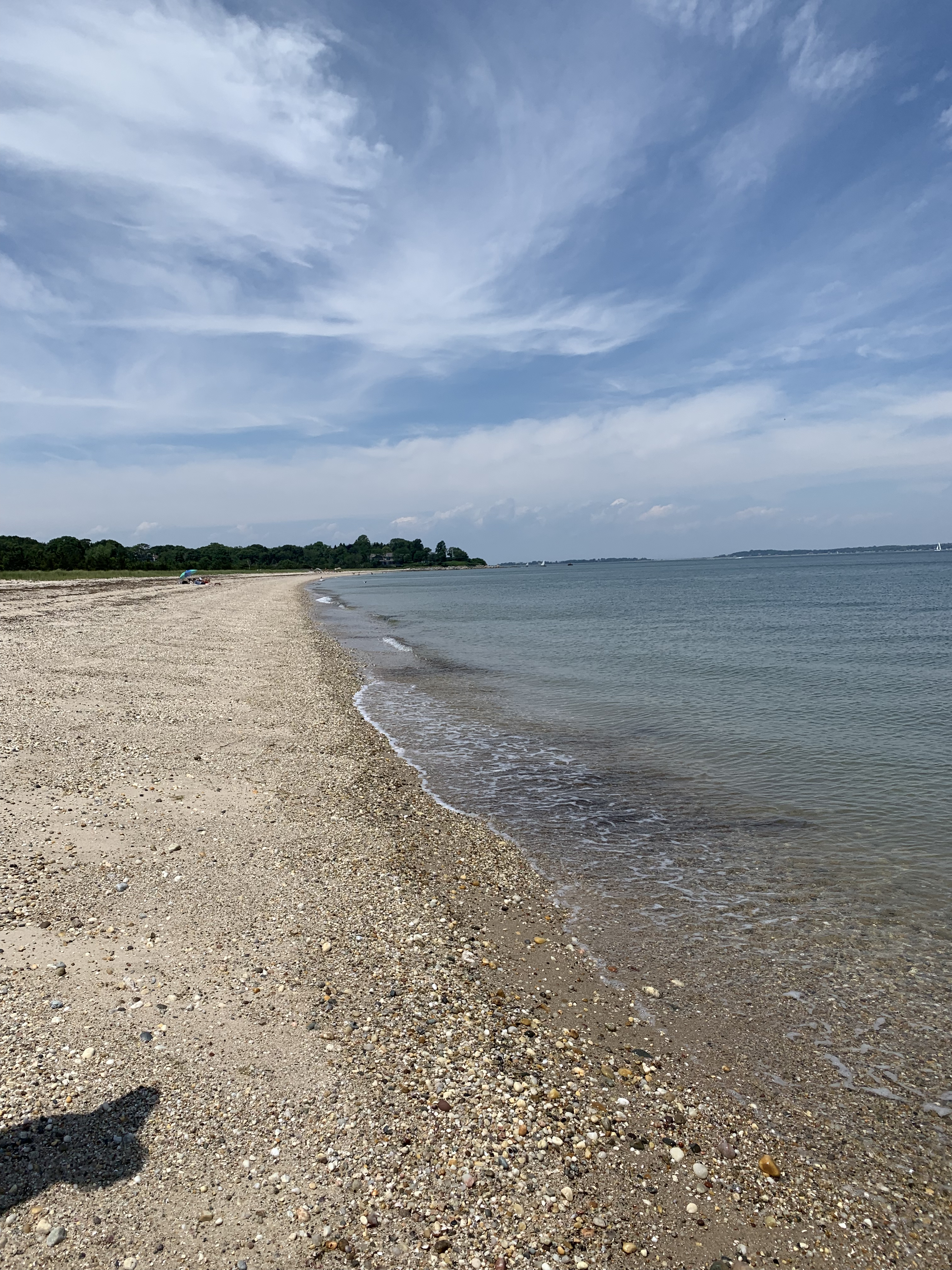
ساحلی در جزیره پناه

بر اساس سرشماری سال ۲۰۰۰، ۲۲۲۸ نفر، ۹۹۶ خانوار و ۶۵۶ خانواده در شهر ساکن بودند. با این حال، در طول ماه‌های تابستان جمعیت می‌تواند بیش از ۸۰۰۰ نفر باشد. تراکم جمعیت ۱۸۳٫۶ ساکن در هر مایل مربع (۷۰٫۹ ساکن در هر کیلومتر مربع). 2370 واحد مسکونی با تراکم متوسط ۱۹۵٫۳ بر مایل مربع (۷۵٫۴ بر کیلومتر مربع) داشت. ترکیب نژادی شهر ۹۶٫۳۲٪ سفیدپوست، ۰٫۷۲٪ سیاه‌پوست یا آفریقایی آمریکایی، ۰٫۰۴٪ بومی آمریکایی، ۰٫۴۹٪ آسیایی، ۰٫۰۹٪ از سایر نژادها و ۲٫۳۳٪ از دو یا چند نژاد بود. اسپانیایی یا لاتین تبار از هر نژاد ۲٫۳۸٪ از جمعیت را تشکیل می‌دادند.
تعداد ۹۹۶ خانوار بود که از این تعداد ۲۰٫۳ درصد دارای فرزند زیر ۱۸ سال، ۵۶٫۱ درصد متاهل زندگی مشترک، ۷٫۲ درصد زن سرپرست خانوار و ۳۴٫۱ درصد غیرخانوار بودند. ۲۸٫۸٪ از کل خانواده‌ها را افراد تشکیل می‌دادند، و ۱۷٫۸٪ افراد تنها زندگی می‌کردند که ۶۵ سال یا بیشتر داشت. متوسط بعد خانوار ۲٫۲۴ و متوسط بعد خانوار ۲٫۷۵ بود.
در شهر، جمعیت پراکنده بود، با ۱۸٫۱٪ زیر ۱۸ سال، ۴٫۰٪ از ۱۸ تا ۲۴، ۲۰٫۱٪ از ۲۵ به ۴۴، ۲۹٫۱٪ از ۴۵ تا ۶۴، و ۲۸٫۶٪ افراد ۶۵ ساله یا ۶۵ ساله مسن تر. میانگین سنی ۴۹ سال بود. به ازای هر ۱۰۰ زن، ۹۱٫۹ مرد وجود داشت. به ازای هر ۱۰۰ زن ۱۸ ساله و بالاتر، ۹۰٫۸ مرد وجود داشت.
متوسط درآمد یک خانوار در شهر ۵۳۰۱۱ دلار و متوسط درآمد یک خانواده ۶۳۷۵۰ دلار بود. درآمد متوسط مردان ۴۱۵۰۸ دلار در مقابل ۳۶۳۱۶ دلار برای زنان بود. درآمد سرانه برای این شهر ۳۰۳۴۶ دلار بود. حدود ۴٫۷ درصد از خانواده‌ها و ۷٫۷ درصد از جمعیت زیر خط فقر بودند، از جمله ۱۴٫۰ درصد از افراد زیر ۱۸ سال و ۱٫۴ درصد از افراد ۶۵ سال یا بیشتر.

## جوامع و مکان‌ها

### روستاها (تلفیق شده)
- بندر دیرینگ، در سمت شمالی جزیره.

### محله‌ها (غیر ثبت نام)
- هاربر ویو، در ضلع غربی جزیره مشرف به بندر وست نک، از خانه‌هایی تشکیل شده‌است که از دهه ۱۹۵۰ ساخته شده‌اند. این ملک که در اصل بخشی از یک مزرعه بزرگ تخم مرغ به نام «کاکل هیل» بود، دارای دو خانه بود. اول، خانه عمارت، که هنوز هم در مجاورت جامعه هاربر ویو در حدود ۱۷ هکتار قرار دارد. دومی، یک خانه مزرعه کوچکتر، بر فراز کاکل بلوف قرار داشت و قبل از توسعه جامعه حذف شد. مزرعه جوجه و لوبیا لیما پرورش می‌داد. ساکنان: چندین فرزند توسعه‌دهنده اصلی هنوز خانه‌ها یا املاکی در همسایگی دارند. این محله در جنبش اولیه حقوق ال‌جی‌بی‌تی ها اهمیت دارد. چندین نفر از ساکنان اولیه این محله از فعالان حقوق ال‌جی‌بی‌تی ها بودند که بیشتر آنها در اپیدمی ایدز جان باختند.
- جزیره پناهگاه، دهکده جزیره پناهگاه، واقع در ضلع جنوبی.
- شلتر ایلند هایتس، نیویورک، در سمت شمالی جزیره. ارتفاعات به عنوان یک اردوگاه متدیست در اواخر دهه ۱۸۰۰ توسعه یافت. این یک جامعه خصوصی است و توسط شرکت مالکان ملک شلتر ایلند هایتس، نیویورک اداره می‌شود که مالک جاده‌ها و شرکت نورث فری است. ارتفاعات در سال ۱۹۹۳ در فهرست ملی اماکن تاریخی به عنوان یک منطقه تاریخی ثبت شد. معماری ویکتوریایی شامل ۱۴۱ ساختمان کمک کننده و یک سازه کمک کننده است.
- ساحل نقره ای، در شبه جزیره ای در سمت جنوب غربی جزیره، مشرف به خلیج نسیم پکنیک در غرب و بندر وست نک در شرق است. ساکنان انجمن صاحبان خانه سیلور بیچ به‌طور جمعی مالک چندین زمین بزرگ از املاک توسعه نیافته هستند، از جمله حفاظتگاه جنگلی ۱۸ هکتاری در مرکز شبه جزیره که به عنوان پناهگاه پرندگان نگهداری می‌شود و نقطه دسترسی به ساحل شل، که دارای لوله‌کشی بزرگ و حفاظت شده‌است. سایت لانه سازی سهره. توسعه در ساحل نقره ای در دوران پس از جنگ جهانی دوم آغاز شد، و بسیاری از خانه‌ها در آنجا کلبه‌های کوچک معمولی در آن زمان هستند، اگرچه برخی از آنها گسترش یافته‌اند.
- وست مورلند، در سمت غربی جزیره، به عنوان یک کمپ خصوصی ساخته شد. این مکان یکی از معدود مزارع اسب سواری باقیمانده جزیره است و دارای یک فرودگاه خصوصی است. خانه هیو کری فرماندار فقید نیویورک و خانه تابستانی کمدین لویی سی سی در وست مورلند است.
- نوستراند پارک وی در امتداد ساحل غربی جزیره، رو به آب‌های آزاد خلیج پکونیک قرار دارد. قدمت چندین خانه قدیمی برجسته در آنجا مربوط به اواخر دهه ۱۸۰۰ است که به پارک وست نک معروف است. جاده اصلی، نوستراند پارک وی، نام خود را از توسعه دهنده پارک گردن غربی گرفته‌است.

### ویژگی‌های جغرافیایی
- بندر کوکلس، ورودی در سمت شرقی جزیره
- اسمیت کوو، یک ورودی در سمت جنوبی جزیره
- بندر وست نک، یک ورودی در انتهای جنوب غربی جزیره
- Fresh Pond، یک سوراخ کتری یخچالی در قسمت جنوب غربی جزیره

## تاریخ
این جزیره مدت‌ها محل سکونت مردمان بومی بود که مربوط به کسانی بود که در شمال لانگ آیلند ساوند زندگی می‌کردند. در زمان رویارویی اروپاییان، این منطقه توسط قبیله Manhanset اشغال شده بود، مردمی که به زبان زبان‌های آلگانکی مرتبط با Pequot و سایر آلگونکیانس نیوانگلند بودند. نام اصلی جزیره که توسط سرخپوستان Manhanset استفاده می‌شودمنهان ساک آها کواش آوا ماک است که به معنای واقعی کلمه به «جزیره پناه گرفته توسط جزایر» ترجمه می‌شود.

### مهاجران اولیه

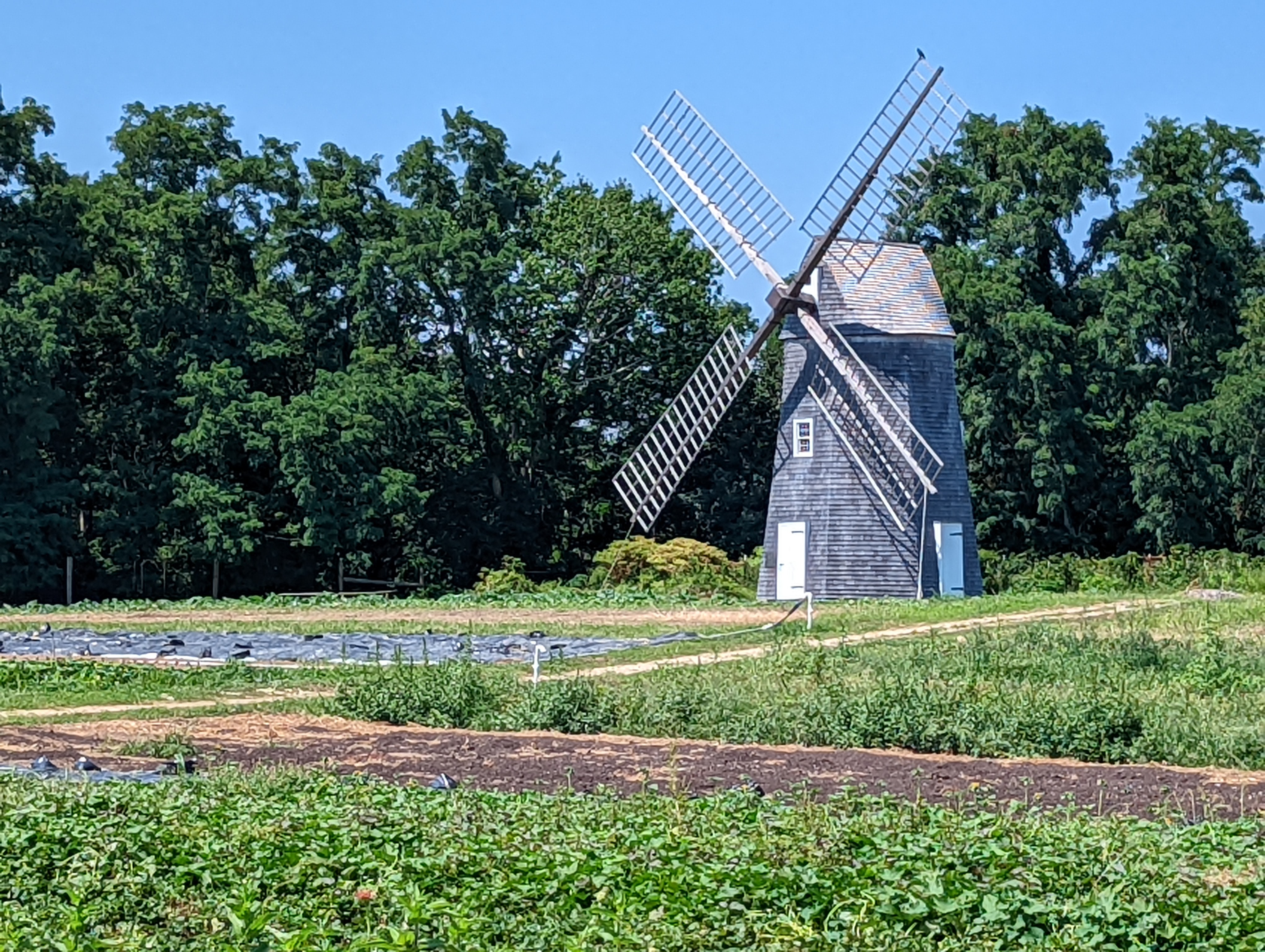
آسیاب بادی جزیره پناهگاه، جاده منوارینگ، جزیره پناهگاه، شهرستان سافولک، نیویورک

جزیره پناهگاه در اعطای زمین اولیه شرکت پلیموث که توسط جیمز اول انگلستان در سال ۱۶۲۰ انجام شد گنجانده شد. در ۲۲ آوریل ۱۶۳۶، چارلز اول انگلستان، گفت که مستعمره هنوز در لانگ آیلند مستقر نشده‌است، جزیره را به ویلیام الکساندر، ارل اول استرلینگ داد. این کمک مالی به اسکندر تمام لانگ آیلند و جزایر مجاور را داد. الکساندر به جیمز فار قدرت داد تا به عنوان عامل و وکیل او در استعمار لانگ آیلند عمل کند. به عنوان پاداش، فارت مجاز بود ۱۲٬۰۰۰ جریب فرنگی (۴۹ کیلومتر مربع) را انتخاب کند برای استفاده شخصی او. فارت جزیره پناهگاه و جزیره رابین را برای استفاده خود انتخاب کرد. فارت به نوبه خود جزایر را به استفان گودیر، یکی از بنیانگذاران مستعمره نیوهون فروخت.
در سال ۱۶۵۱ گودیر جزیره را به گروهی از تاجران شکر باربادوس به قیمت ۱۶۰۰ پوند شکر فروخت. ناتانیل سیلوستر (۱۶۱۰–۱۶۸۰)، یکی از بازرگانان، اولین مهاجر سفیدپوست جزیره بود. او در میان تعدادی از بازرگانان انگلیسی بود که قبل از رفتن به باربادوس در روتردام (محل تولدش) زندگی و کار کرده بودند. ارتباطات او در آنجا و با هلند به او کمک کرد تا یک شرکت تجاری دوردست ایجاد کند. در ۲۳ مارس ۱۶۵۲، او خرید را با توافق با یوگکو (به نام پوگاتتیکوت)، ساچم از قبیله مانهاست، رسمی کرد. سایر مالکان، برادر سیلوستر، کنستانت، و توماس میدلتون، هرگز به لانگ آیلند نیامدند. در سال ۱۶۷۳ ناتانیل سیلوستر ادعا کرد که مالکیت جزیره پناهگاه، جزیره فیشر و سایر بخش‌های لانگ آیلند را دارد. در آن زمان تعداد و قدرت منهانست کاهش یافته بود.
در سال ۱۶۵۲ سیلوستر خانه ای در جزیره برای عروس ۱۷ ساله خود، گریسل (که گریزل نیز نوشته می‌شود) ساخت برینلی از لندن. مادرش آنا (واسه) برینلی و پدرش توماس برینلی حسابرس دربار شاه چارلز اول بود. با انقلاب او موقعیت خود را از دست داد. گریسل با خواهر بزرگترش آن، که با ویلیام کدینگتون، فرماندار مستعمره رود آیلند ازدواج کرده بود، به مستعمره رفته بود. تحقیقات باستان‌شناسی در قرن بیست و یکم نشان داد که احتمالاً دو مجموعه خانه اولیه وجود داشته‌است. سیلوسترها یازده فرزند زنده داشتند. خانه عمارت استادانه‌تر که امروزه باقی مانده‌است، در سال ۱۷۳۳ توسط یک نوه سیلوستر ساخته شد.
املاک سیلوستر به عنوان یک مزرعه بزرگ تولید شد. محصولات غذایی، و همچنین دام برای کشتار، ارسال چلیک از گوشت‌های کنسرو شده و سایر لوازم به باربادوس را پرورش داد. نیروی کار توسط نیروی چندفرهنگی از سرخپوستان آمریکا، آفریقایی‌های برده شده و خدمتکاران مستعفی انگلیسی تأمین می‌شد. سیلوستر و همکارانش بخشی از تجارت مثلث بین مستعمرات آمریکا (از جمله دریای کارائیب)، آفریقا و انگلیس بودند. نوادگان او تا قرن نوزدهم به استفاده از بردگان در مزرعه ادامه دادند. تخمین زده می‌شود که ۲۰۰ سیاهپوست در گورستان سیاهپوستان در شبه جزیره شمالی دفن شده‌اند.
سیلوسترها به بسیاری از کویکرهای تحت تعقیب پناه دادند. سیلوستر مانور امروز در نزدیکی مسیر ۱۱۴ ایالت نیویورک قرار دارد و توسط نوادگان سیلوستر کنترل می‌شود. همه به جز حدود ۲۴ هکتار از هزاران هکتار اصلی به دست دیگری رفته‌است.

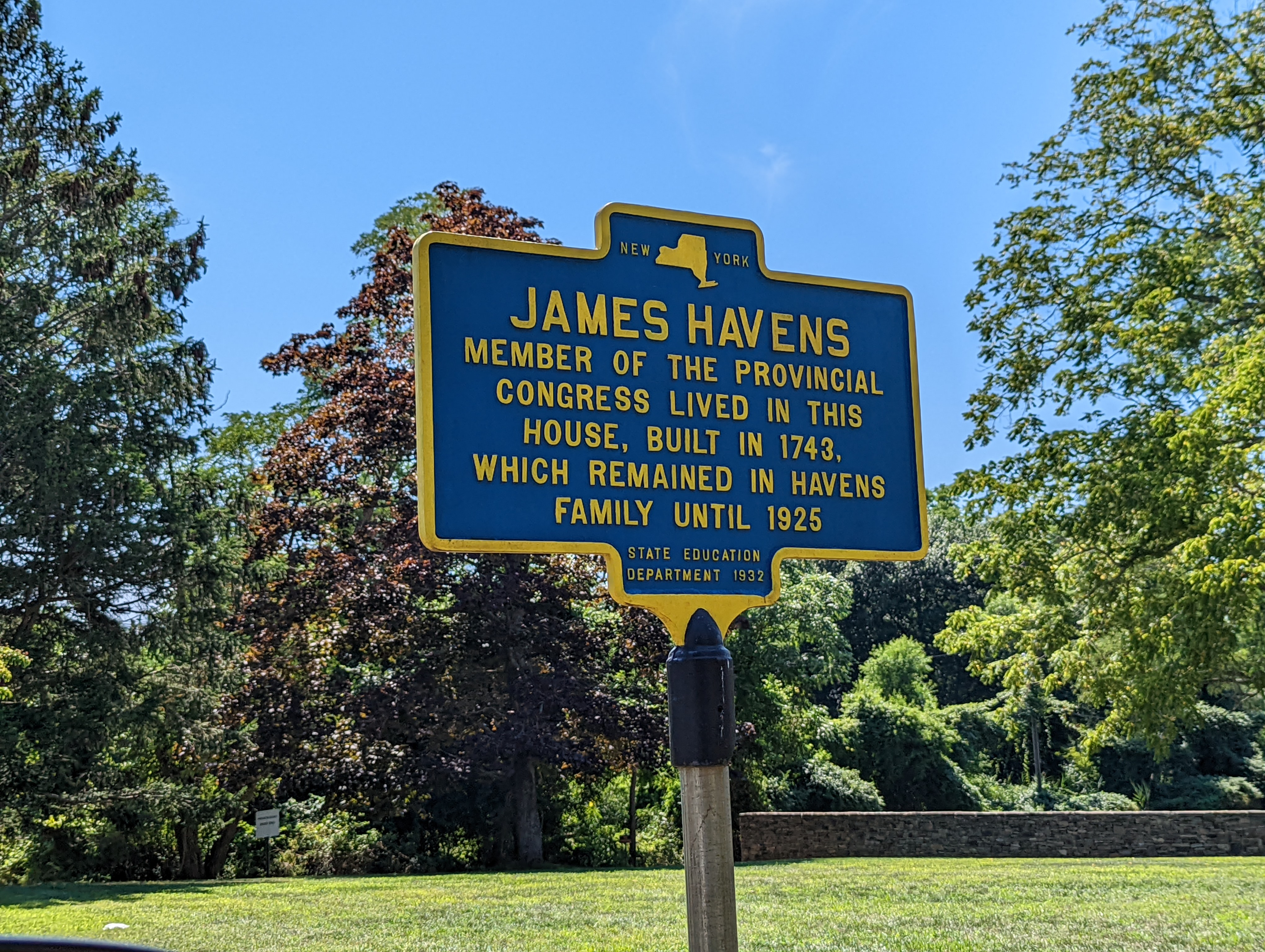
جزیره پناهگاه، مسیر ۱۱۴، جزیره پناهگاه، شهرستان سافولک، نیویورک

پس از مرگ ناتانیل سیلوستر در سال ۱۶۸۰، جزیره پناهگاه بین دو پسر او، گیلز و ناتانیل دوم تقسیم شد. در سال ۱۶۹۵، ویلیام نیکول، یکی از ساکنان Islip، منطقه ای را که اکنون حفاظتگاه طبیعی مشوم آک نامیده می‌شود، از گیلز خریداری کرد. سه سال بعد، در سال ۱۶۹۸، یک تازه‌وارد دیگر به نام جورج هاونز، ۱٬۰۰۰ جریب فرنگی (۴٫۰ کیلومتر مربع) خرید. از ناتانیل دوم. این بسته شامل آنچه امروز مرکز است. از جنوب تا ساوت فری و از غرب تا نهر وست نک امتداد داشت. با گذشت زمان، این املاک و بسته‌ها با ازدواج و خرید تقسیم و تقسیم شدند، به طوری که در اوایل قرن ۱۸، ۲۰ خانواده در جزیره پناهگاه زندگی می‌کردند. به دستور دولت استانی، شهر جزیره پناهگاه در سال ۱۷۳۰ تأسیس شد. جامعه از آنجا توسعه یافت.

### دوران استعمار
جیمز نیکول هاونز، یکی از اعضای کنگره استانی نیویورک، در سال ۱۷۴۳ خانه ای در جزیره ساخت او اولین ناظر شهر در جزیره بود. خانه سابق او اکنون متعلق به جامعه تاریخی محلی است.
جاناتان نیکول هاونز (۱۷۵۷–۱۷۹۹)، متولد جزیره پناهگاه، عضو اولین کنگره قاره ای در سال ۱۷۷۴ بود. او همچنین در هیئت نیویورک خدمت کرد که در سال ۱۷۸۸ قانون اساسی فدرال را تصویب کرد. جنگل مشوم آک (امروزه ذخیره گاه طبیعی مشوم آک) به مدت ۲۳۰ سال در اختیار خانواده نیکولز بود. نیکولز کریک برای آن خانواده نامگذاری شد. تعداد کمی از هدست مرد تا سال ۱۷۹۰ هنوز در منطقه جنگلی گردن ساچم زندگی می‌کردند.
- بریتانیایی‌ها یونجه را از ساحل هی در طول انقلاب آمریکا حمل کردند.
- اسکله پاراگون در جزیره کشتی سازی لردز، واقع در وست نک کریک ساخته شد. در سال ۱۸۰۴ کشتی تحت فرماندهی کاپیتان. سام لرد با موفقیت محاصره بریتانیا را در طول جنگ‌های ناپلئون اجرا کرد.
- در طول جنگ ۱۸۱۲، بریتانیا خانه‌های زیادی را در جزیره غارت کرد.

اولین قایق قایق برای خدمت به جزیره توسط خانواده بویسو در نقطه استرنز، در نزدیکی ساحل کرسنت اداره شد. کشتی نورث در سال ۱۸۶۸ خدمات خود را به گرین پورت آغاز کرد. در طول قرن نوزدهم، این جزیره به عنوان پایگاهی برای ماهیگیران در آب‌های اطراف ادامه یافت. کارخانه‌های فرآوری ماهی محصولات خود را به سراسر کشور ارسال کردند.